# Centrum für Integrierte Onkologie
Das Centrum für Integrierte Onkologie Aachen, Bonn, Köln und Düsseldorf (kurz: CIO) ist das gemeinsame Tumorzentrum der Uniklinik Aachen, der Uniklinik Bonn, der Uniklinik Köln und der Uniklinik Düsseldorf. Es wird von der Stiftung Deutsche Krebshilfe als Onkologisches Spitzenzentrum gefördert.

## Struktur
Die Kliniken Köln und Bonn arbeiteten als CIO Köln Bonn bereits seit 2007 zusammen. Im September 2018 wurden durch den Anschluss der Kliniken Aachen und Düsseldorf das CIO Aachen Bonn Köln Düsseldorf gebildet. Unter dem Dach des CIO Aachen Bonn Köln und Düsseldorf arbeiten alle Einheiten und Institute der vier Standorte zusammen, die sich mit der Erforschung, der Diagnostik und der Behandlung von Tumorerkrankungen befassen.
Alle Patienten, die mit einer Krebserkrankung in die Unikliniken Aachen, Bonn, Köln oder Düsseldorf kommen, werden im CIO behandelt. Pro Jahr werden in den über 200 an der Krebsbehandlung beteiligten Kliniken und Institute an den vier CIO-Standorten über 100.000 Patientinnen und Patienten versorgt.
Die interdisziplinäre Behandlung an allen vier Unikliniken wird für die Patienten zentral vom CIO organisiert. In den Tumorsprechstunden untersuchen Spezialisten verschiedener Fachrichtungen gemeinsam die Patienten. In interdisziplinären Fallkonferenzen, den Tumorboards, besprechen die Experten Diagnose und Therapie zu jedem einzelnen Fall. In den Tumorambulanzen nehmen Lotsen (Patientenbetreuer) die Patienten in die Therapie auf und betreuen sie während der Behandlung. Von den Lotsen wird der gesamte Behandlungsablauf im jeweiligen Universitätsklinikum koordiniert. Supportive Leistungen im CIO sind u. a. Ernährungsberatung, psychoonkologische und palliativmedizinische Betreuung, Logopädie, Sozialdienst, Vermittlung von Selbsthilfegruppen und die Onkologische Trainingstherapie (OTT).
In so genannten Interdisziplinären Onkologischen Projektgruppen (IOPs) beraten Spezialisten über neueste Forschungsergebnisse und übertragen diese in verbindliche Behandlungsleitlinien (Standard Operating Procedures) zur Diagnostik und zur Behandlung der verschiedenen bösartigen Tumorerkrankungen.

## Forschungsschwerpunkte
Die wissenschaftliche Forschung im CIO wird durch international anerkannte Studiengruppen und Institute geprägt:
- Die Lung Cancer Group Cologne (LCGC) erforscht neue personalisierte Therapiestrategien bei der Behandlung von Lungenkrebs. In Zusammenarbeit mit dem Institut für Pathologie der Uniklinik Köln gründete die LCGC das Netzwerk für Genomische Medizin (NGM). Dies hat sich weiterentwickelt zu dem bundesweit agierenden Netwertk nNGM, das seit April 2018 von der Deutschen Krebshilfe gefördert wird.[8] Über das Netzwerk werden jedes Jahr über 5.000 Gewebeproben von Bronchialkarzinomen molekulardiagnostisch untersucht. Das entspricht ca. zehn Prozent der Lungenkrebserkrankungen in Deutschland. Das Netzwerk ist somit die europaweit größte molekulare Diagnostikplattform.[9] Diese wissenschaftliche Begleitforschung hat für Lungenkrebspatienten, die personalisiert behandelt werden, ein bis zu 24 Monate verlängertes Überleben ergeben.[10]
- Die Deutsche Hodgkin Studiengruppe hat seit 1987 ca. 20.000 Patienten für ihre Studien rekrutiert und ist durch die Ergebnisse ihrer Studien an den Fortschritten der Therapie des Hodgkin-Lymphoms beteiligt.[11]
- Die Deutsche CLL-Studiengruppe erforscht neue Behandlungen der chronischen lymphatischen Leukämie. Die klinische Studie CLL11 der Deutsche CLL-Studiengruppe im Jahr 2014 ist Grundlage für die Zulassung einer neuen Antikörpertherapie für CLL-Patienten in Europa.[12] Seit 1999 wird die Forschung von der Stiftung Deutsche Krebshilfe gefördert.
- Das Kölner Zentrum für familiären Brust- und Eierstockkrebs an der Uniklinik Köln arbeitet gemeinsam mit internationalen Studiengruppen und koordiniert das Deutsche Konsortium für familiären Brust- und Eierstockkrebs, das in seiner Forschung dazu beigetragen hat, neue Risikofaktoren für die erbliche Krebserkrankung zu identifizieren.[13]

Das CIO Aachen Bonn Köln Düsseldorf wird von einem wissenschaftlichen Beirat beraten, dem Scientific Advisory Board (SAB). Es trifft sich einmal im Jahr und besteht aus internationalen Wissenschaftlern sowie Vertretern von Patientenhilfe und Kostenträgern.

## Geschichte
Das CIO Köln Bonn wurde 2007 gegründet.
Im Dezember 2011 wurde der Neubau des Zentrums für Integrative Medizin auf dem Campus der Uniklinik Bonn eingeweiht. Dort befindet sich der Sitz des CIO am Standort Bonn.
Im Sommer 2015 begannen die Bauarbeiten für ein neues Gebäude des CIO am Standort Köln auf dem Gelände der Kölner Uniklinik. Die Grundsteinlegung erfolgte am 29. Oktober 2015 in Anwesenheit von Staatssekretär Thomas Grünewald. Das Land NRW investiert 78 Mio. Euro in den Neubau. Mit gut 13.500 Quadratmetern Nutzfläche auf sieben Etagen ist das Krebszentrum der größte Klinikneubau auf dem Gelände der Uniklinik Köln seit den 1970er Jahren.

## Auszeichnung
Seit 2008 wurde das CIO Köln Bonn eines von 13 universitären Tumorzentren in der Bundesrepublik, ununterbrochen von der Deutschen Krebshilfe als Onkologisches Spitzenzentrum ausgezeichnet. Im April 2019 gab die Deutsche Krebshilfe auch die Förderung des CIO Aachen Bonn Köln Düsseldorf bekannt. Mit der Auszeichnung verbunden ist im aktuellen Förderzeitraum von 2019 bis 2022 ein Förderbetrag von 6 Mio. Euro für die interdisziplinäre Versorgung von Krebspatienten sowie die translationale onkologische Forschung.
Als Onkologische Zentren sind die CIO Standorte Köln und Aachen seit 2013, Düsseldorf seit 2014 und Bonn seit 2015 von der Deutschen Krebsgesellschaft zertifiziert.

## Leitung
Direktor des CIO Köln Bonn (2007-2018): Prof. Michael Hallek
Direktor des CIO Aachen Bonn Köln Düsseldorf (seit 2018): Prof. Michael Hallek

## Kooperation
Seit 2008 kooperiert das CIO mit dem Krebszentrum der University of Pittsburgh (UPMC).
Zum Weltkrebstag 2020 startete das CIO erstmals eine zukunftsorientierte Informationsarbeit in Kooperation mit dem Infonetz Krebs und der Deutschen Krebshilfe bei gemeinsamen öffentlichen Veranstaltungen. Experten und Expertinnen des Onkologie-Zentrums im größten Bundesland  NRW beraten auch künftig Bürger kostenlos unter anderem zu Themen wie Krebsprävention, Behandlungsfortschritte sowie Erhaltung der Lebensqualität bei Krebs.